# Hydrocynus goliath
Hydrocynus goliath és una espècie de peix de la família dels alèstids i de l'ordre dels caraciformes.

## Morfologia
- Els mascles poden assolir 133 cm de longitud total[1] i 50 kg de pes.[2][3]

## Hàbitat
És un peix d'aigua dolça i de clima tropical (23 °C-26 °C).

## Distribució geogràfica
Es troba a Àfrica: conca del riu Congo i llac Tanganyika.